# VFA-2
Lo Strike Fighter Squadron 2 (VFA-2) noto anche come "Bounty Hunters" è uno squadrone di caccia della Marina degli Stati Uniti dotato dei nuovi F/A-18F Super Hornet con sede presso la Naval Air Station di Lemoore, California. Il loro codice di coda è NE e il loro nominativo è "Bullet". Sono attaccati al Carrier Air Wing 2 (CVW-2), un'unità composita composta da una vasta gamma di aerei che eseguono una varietà di missioni di combattimento e di supporto che si schierano a bordo della USS Carl Vinson.

## Storia
Quattro distinti squadroni sono stati designati VF-2. Ufficialmente, la Marina degli Stati Uniti non riconosce un lignaggio diretto con squadroni dissestati se viene formato un nuovo squadrone con la stessa designazione. Spesso, il nuovo squadrone assumerà il soprannome, le insegne e le tradizioni dei primi squadroni.

### Anni '70

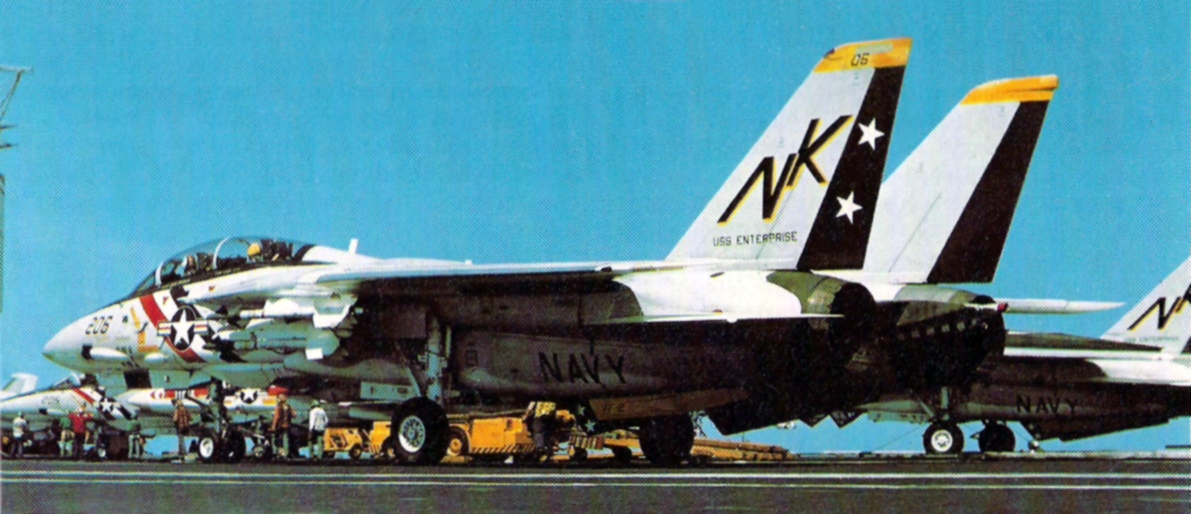
Un F-14A a bordo della USS Enterprise durante il loro primo schieramento nel 1975.

Lo Strike Fighter Squadron 2 (VFA-2), noto anche come "Bounty Hunters", è stato fondato il 14 ottobre 1972 e era dotato dei F-14A Tomcat. I piloti del VF-2 completarono l'addestramento e ricevettero i primi Tomcats nel luglio 1973, raggiungendo la piena forza di 12 F-14A nella primavera del 1974.
Il dispiegamento inaugurale del VF-2 fu nel 1974 con la sua squadriglia sorella VF-1 a bordo della USS Enterprise. Lo squadrone sorvolò Saigon a sostegno dell'Operazione Frequent Wind, l'evacuazione del personale statunitense nell'aprile 1975.

### Anni '80

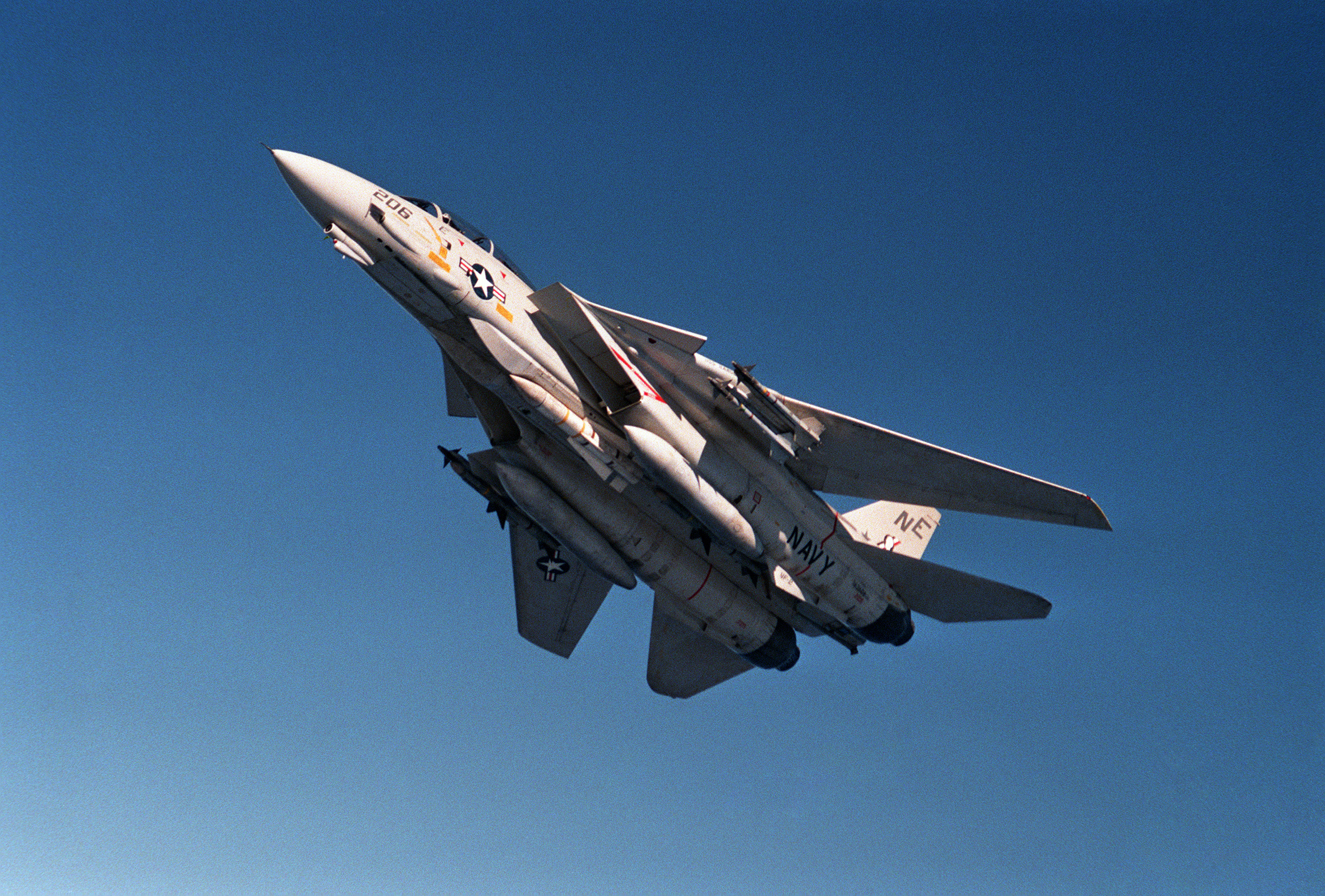
Un F-14A del VF-2 equipaggiato con AIM-9 Sidewinder, AIM-7 Sparrow e missili aria-aria AIM-54 Phoenix nel 1988

Il VF-2 fu assegnato alla USS Ranger per il dispiegamento nel settembre 1980, durò 4 mesi e furono trascorsi nell'Oceano Indiano e nel Golfo Persico durante la crisi degli ostaggi in Iran.
Lo squadrone è stato la prima unità Tactical Air Reconnaissance Pod System (TARPS) sia per CVW-14 che per CVW-2.
Il 2 giugno 1984, il VF-2 divenne il primo squadrone a lanciare un F-14 da una portaerei mentre trainava un bersaglio di artiglieria aria-aria. Nel 1987, lo squadrone registrò il 260.000º sbarco di Ranger.

### Anni '90
L'unità ha partecipato all'Operazione Desert Storm, volando oltre 500 missioni di combattimento dalla USS Ranger operante nel Golfo Persico. Il VF-2 ha eseguito missioni di scorta, ricognizione e pattuglia aerea da combattimento (CAP). Dopo il dislocamento del 1992-1993, la USS Ranger fu dismessa (insieme allo squadrone gemello del VF-2 il VF-1) e la VF-2 fu trasferita alla USS Constellation. Allo stesso tempo, il VF-2 passò all'F-14D Tomcat. Diversi mesi dopo il dislocamento del 1995, lo squadrone venne premiato con la Battle Effectiveness "E" e trasferita da NAS Miramar a NAS Oceana a causa di una decisione BRAC (Base Realignment and Closure) di rendere Miramar una stazione aerea del Corpo dei Marines.
Nell'aprile 1996, gli F-14D del VF-2 furono modificati per trasportare il pod di puntamento a infrarossi LANTIRN, fornendo loro capacità di attacco di precisione.
Durante il loro dispiegamento del 1999, il VF-2 ha sostenuto l'operazione Southern Watch e il 9 settembre ha attaccato i siti missilistici terra-aria e cannoni antiaerei intorno a Bassora. Lo stesso giorno, un Tomcat ingaggiò due MiG-23 dell'aeronautica irachena che si stavano dirigendo a sud nella No-Fly Zone dalla Base aerea di Al-Taqaddum, a ovest di Baghdad, con l'AIM-54 Phoenixes. Il pilota statunitense non riuscì a sparare i missili dato che i MiG uscirono subito dalla visuale del pilota tornando alla base.

### Anni 2000
A metà del 2001, il VF-2 si è schierato a bordo della USS Constellation a sostegno dell'Operazione Southern Watch.
Durante il dispiegamento 2002-2003, fu l'ultima operazione con il Tomcat, il VF-2 partecipò all'Operazione Iraqi Freedom volando in una vasta gamma di missioni tra cui ricognizione, supporto aereo ravvicinato, CAP e missioni d'attacco. Il 28 febbraio 2003, durante l'Operazione Southern Watch. Durante questo dispiegamento, il VF-2 ha effettuato 483 sortite e ha sganciato 294 bombe a guida laser/JDAM/MK-82.
Il 1º luglio 2003, il VF-2 venne ribattezzato VFA-2, e iniziò la transizione all'F/A-18F Super Hornet ricevendo il suo primo aereo il 6 ottobre 2003.
Nel 2006, il VFA-2 e il CVW-2 hanno intrapreso una distribuzione WESTPAC.
Il 13 marzo 2008, il VFA-2 si è imbarcato con il CVW-2 a bordo della USS Abraham Lincoln per un dispiegamento di 7 mesi nel Golfo Persico, tornando a casa l'8 ottobre.

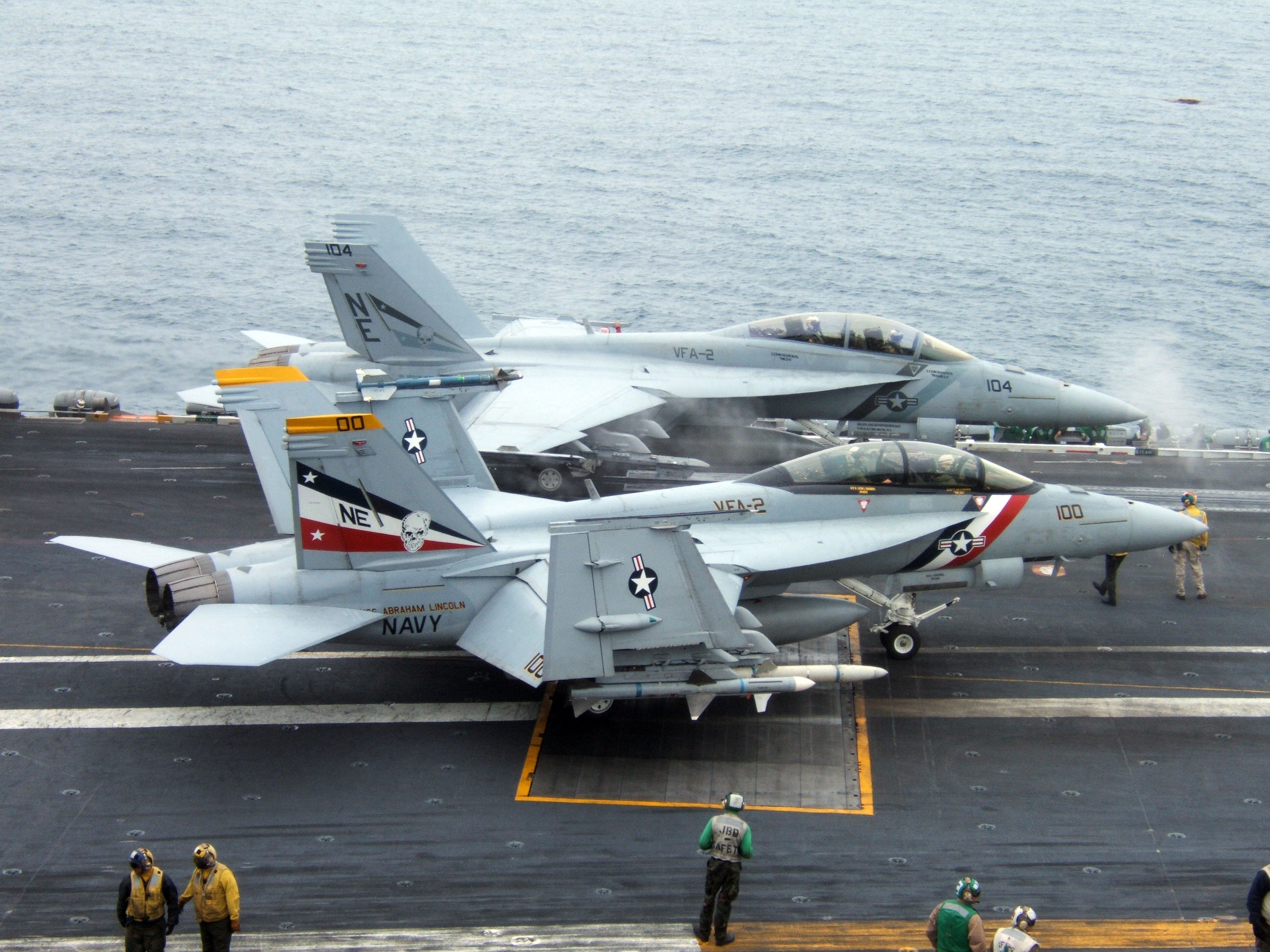
un F/A-18F Super Hornet sulla USS Abraham Lincoln nel 2005.

### Secondo Decennio degli Anni 2000
Tra il 24 e il 31 marzo 2006, durante le esercitazioni Foal Eagle 2006, gli squadroni d'attacco VFA-2, VFA-34, VFA-137 e VFA-151 hanno collaborato con aerei della US Air Force del 18 ° Stormo con base alla Base aerea di Kadena per fornire pattuglie da combattimento e bombardamenti coordinati per future battaglie.
L'11 settembre 2010, lo Strike Fighter Squadron 2 è stato schierato con il CVW-2 a bordo della USS Abraham Lincoln nel Mar Arabico e nel Golfo Persico.
Lo squadrone è passato al più recente F/A-18F Super Hornet Block II equipaggiato con il radar AESA.

## Schieramenti
| Periodo                        | Carrier Air Wing | Portaerei                      | Velivolo                    | Operazioni/Esercitazioni                                             |
| ------------------------------ | ---------------- | ------------------------------ | --------------------------- | -------------------------------------------------------------------- |
| Settembre 1974 - Maggio 1975   | CVW-14           | USS Enterprise (CVAN 65)       | Grumman F-14A Tomcat        | MULTIPLEX 2-75, MABLEX/Bayanihan, Prime Rate, Frequent Wind          |
| Luglio 1976 - Marzo 1977       | CVW-14           | USS Enterprise (CVN 65)        | Grumman F-14A Tomcat        | COMPTUEX 1-77, Kangaroo II, ASWEX 2-77, READEX 1-77, Merlion III     |
| Aprile 1978 - Ottobre 1978     | CVW-14           | USS Enterprise (CVN 65)        | Grumman F-14A Tomcat        | RIMPAC 78, Fortress Warrior, Cope Thunder, Beacon South, READEX 1-79 |
| Settembre 1980 - Maggio 1981   | CVW-2            | USS Ranger (CV 61)             | Grumman F-14A Tomcat        | Pacifico Occidentale                                                 |
| Gennaio 1982 - Febbraio 1982   | CVW-2            | USS Ranger (CV 61)             | Grumman F-14A Tomcat        |                                                                      |
| Aprile 1982 - Ottobre 1982     | CVW-2            | USS Ranger (CV 61)             | Grumman F-14A Tomcat        | Pacifico Occidentale, Oceano Indiano                                 |
| Gennaio 1984 - Agosto 1984     | CVW-2            | USS Kitty Hawk (CV 63)         | Grumman F-14A Tomcat        | TRANSITEX 84-8, Team Spirit 84-1, Beacon Flash                       |
| Maggio 1986 - Luglio 1986      | CVW-2            | USS Ranger (CV 61)             | Grumman F-14A Tomcat        |                                                                      |
| Agosto 1986 - Ottobre 1986     | CVW-2            | USS Ranger (CV 61)             | Grumman F-14A Tomcat        | RIMPAC 86                                                            |
| Marzo 1987 - Aprile 1987       | CVW-2            | USS Ranger (CV 61)             | Grumman F-14A Tomcat        | Pacifico Settentrionale                                              |
| Luglio 1987 - Dicembre 1987    | CVW-2            | USS Ranger (CV 61)             | Grumman F-14A Tomcat        | Earnest Will, Nimble Archer                                          |
| Febbraio 1989 - Agosto 1989    | CVW-2            | USS Ranger (CV 61)             | Grumman F-14A Tomcat        | Pacifico Occidentale, Oceano Indiano                                 |
| Dicembre 1990 - Giugno 1991    | CVW-2            | USS Ranger (CV 61)             | Grumman F-14A Tomcat        | Desert Shield, Desert Storm                                          |
| Agosto 1992 - Gennaio 1993     | CVW-2            | USS Ranger (CV 61)             | Grumman F-14A Tomcat        | Southern Watch, Restore Hope                                         |
| Maggio 1994 - Giugno 1994      | CVW-2            | USS Constellation (CV 64)      | Grumman F-14D Tomcat        |                                                                      |
| Novembre 1994 - Maggio 1995    | CVW-2            | USS Constellation (CV 64)      | Grumman F-14D Tomcat        | Beachcrest '95, Southern Watch                                       |
| Aprile 1997 - Ottobre 1997     | CVW-2            | USS Constellation (CV 64)      | Grumman F-14D Tomcat        | Southern Watch, Arabian Skies, Silent Fury                           |
| Giugno 1999 - Dicembre 1999    | CVW-2            | USS Constellation (CV 64)      | Grumman F-14D Tomcat        | Southern Watch, Red Reef                                             |
| Marzo 2001 - Settembre 2001    | CVW-2            | USS Constellation (CV 64)      | Grumman F-14D Tomcat        | Southern Watch                                                       |
| Novembre 2002 - Giugno 2003    | CVW-2            | USS Constellation (CV 64)      | Grumman F-14D Tomcat        | Enduring Freedom, Iraqi Freedom                                      |
| Ottobre 2004 - Marzo 2005      | CVW-2            | USS Abraham Lincoln (CVN 72)   | Boeing F/A-18F Super Hornet | Unified Assistance, Cope Tiger                                       |
| Giugno 2005                    | CVW-2            | USS Abraham Lincoln (CVN 72)   | Boeing F/A-18F Super Hornet |                                                                      |
| Ottobre 2005 - Novembre 2005   | CVW-2            | USS Abraham Lincoln (CVN 72)   | Boeing F/A-18F Super Hornet |                                                                      |
| Febbraio 2006 - Agosto 2006    | CVW-2            | USS Abraham Lincoln (CVN 72)   | Boeing F/A-18F Super Hornet | Foal Eagle 2006, Valiant Shield 2006, RIMPAC 2006                    |
| Marzo 2008 - Ottobre 2008      | CVW-2            | USS Abraham Lincoln (CVN 72)   | Boeing F/A-18F Super Hornet | Iraqi Freedom, Stake Net, Enduring Freedom                           |
| Settembre 2010 - Marzo 2011    | CVW-2            | USS Abraham Lincoln (CVN 72)   | Boeing F/A-18F Super Hornet |                                                                      |
| Dicembre 2011 - Agosto 2012    | CVW-2            | USS Abraham Lincoln (CVN 72)   | Boeing F/A-18F Super Hornet | Enduring Freedom, New Dawn                                           |
| Giugno 2014 - Agosto 2014      | CVW-2            | USS Ronald Reagan (CVN 76)     | Boeing F/A-18F Super Hornet |                                                                      |
| Settembre 2015 - Dicembre 2015 | CVW-2            | USS George Washington (CVN 73) | Boeing F/A-18F Super Hornet | Homeport change, UNITAS 2015                                         |
| Gennaio 2017 - Giugno 2017     | CVW-2            | USS Carl Vinson (CVN 70)       | Boeing F/A-18F Super Hornet | Key Resolve/Foal Eagle 2017                                          |
| Gennaio 2018 - Aprile 2018     | CVW-2            | USS Carl Vinson (CVN 70)       | Boeing F/A-18F Super Hornet | Pacifico Occidentale                                                 |
| Giugno 2018 - Agosto 2018      | CVW-2            | USS Carl Vinson (CVN 70)       | Boeing F/A-18F Super Hornet |                                                                      |
| Agosto 2021 - Febbraio 2022    | CVW-2            | USS Carl Vinson (CVN 70)       | Boeing F/A-18F Super Hornet | LSE 2021, Malabar 21, ANNUALEX 2021                                  |
|                                |                  |                                |                             |                                                                      |

## Galleria d'immagini

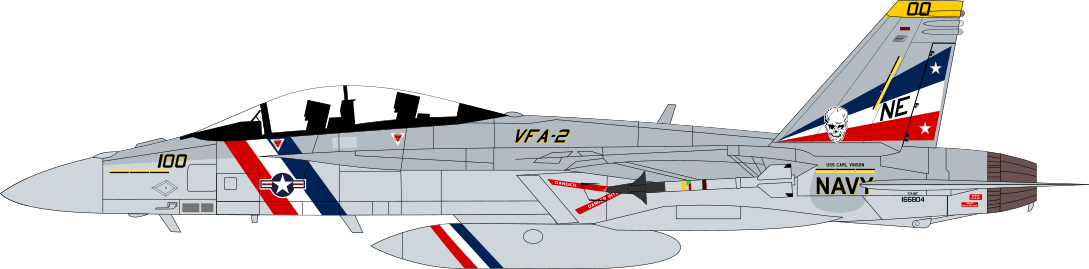
Profilo di un F-18 Super Hornet del VFA-2 (NE CAG)
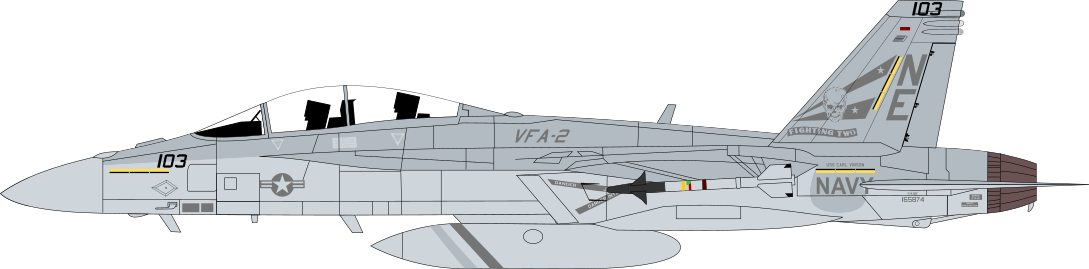
Profilo di un F-18 Super Hornet del VFA-2 (NE)
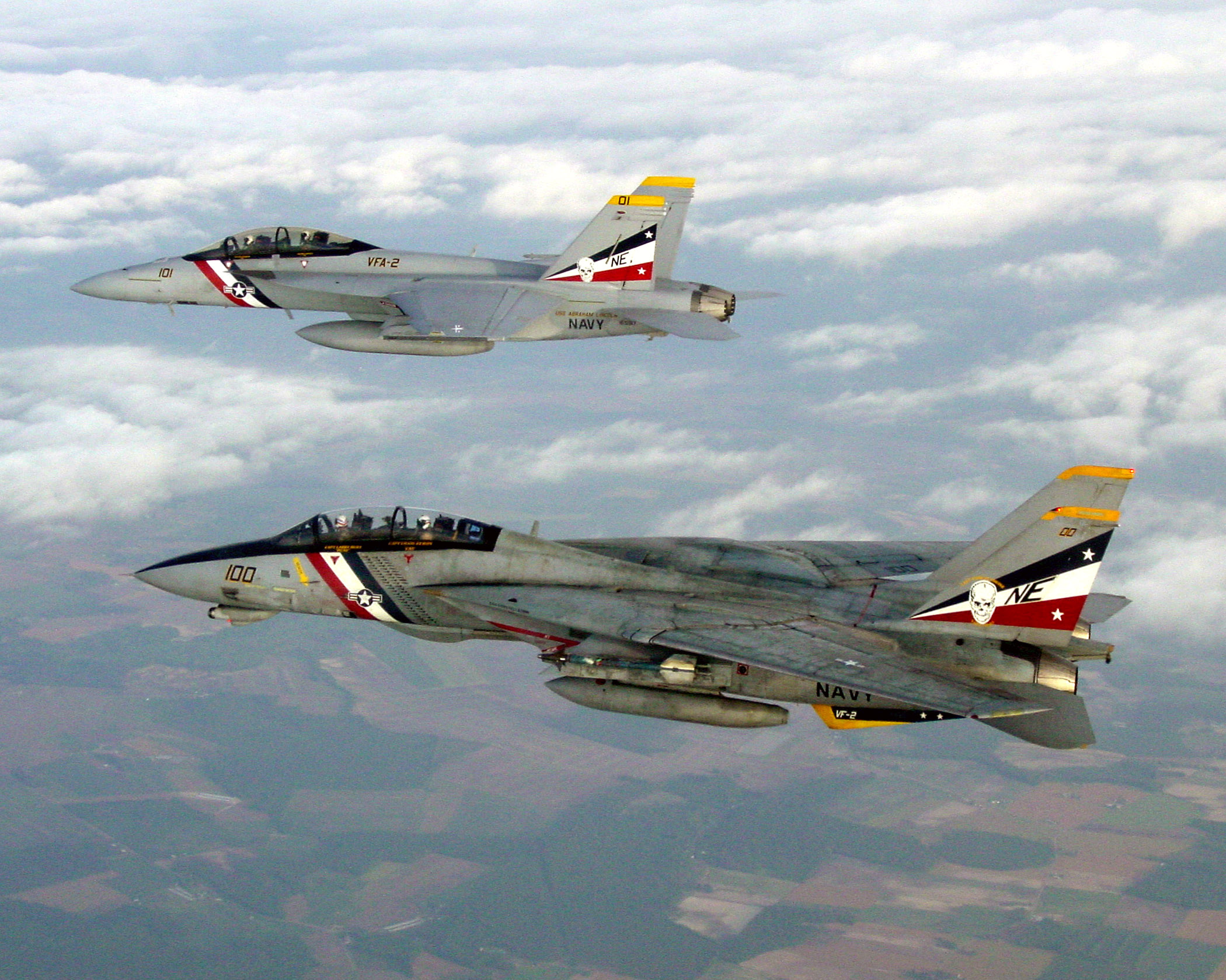
Un F-14D e un F/A-18F del VFA-2 in volo verso NAS Oceana, 2003
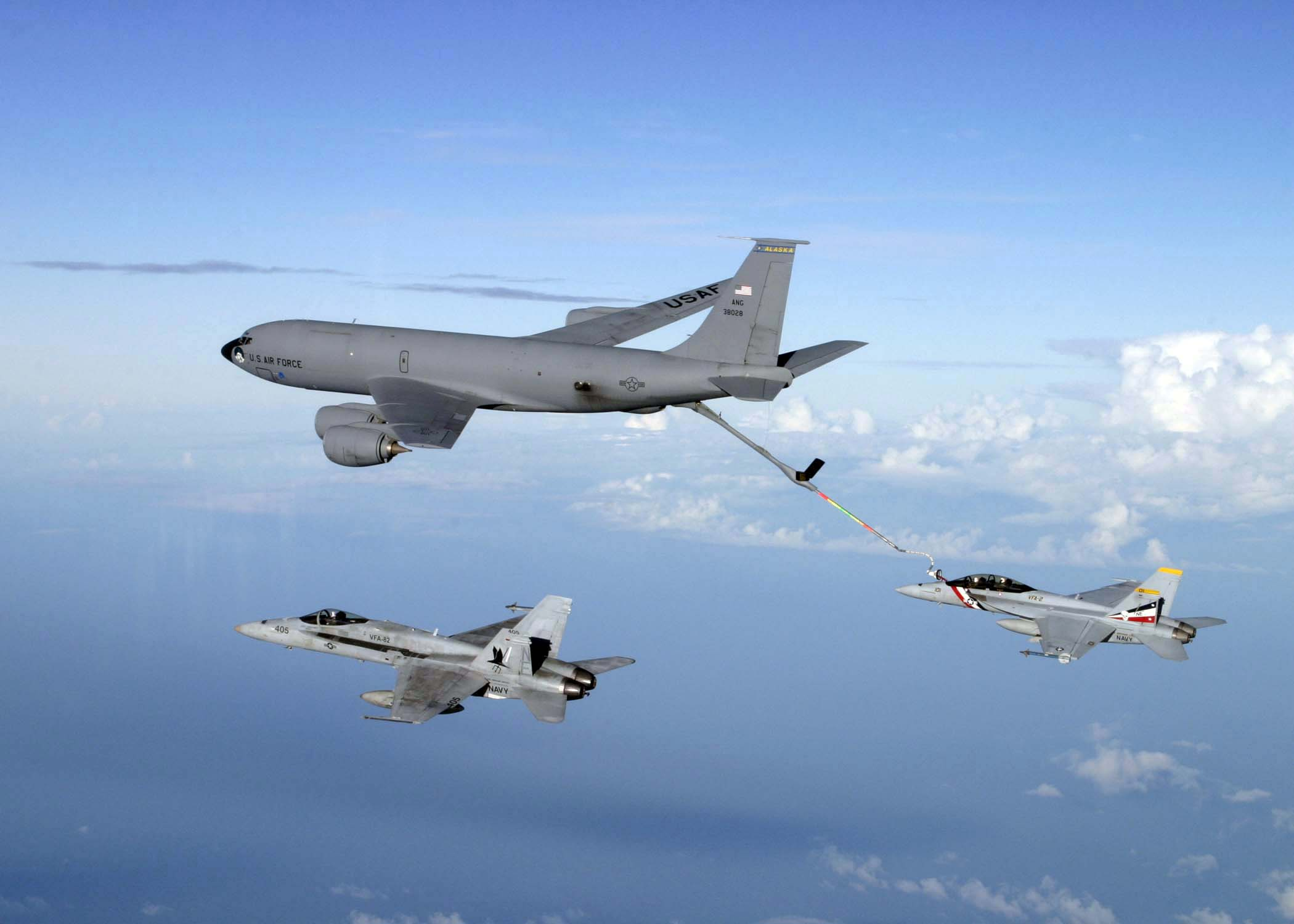
Un F/A-18F del VFA-2 insieme ad un F/A-18C del VFA-82 mentre fanno rifornimento aereo da un KC-135 Stratotanker, 2004
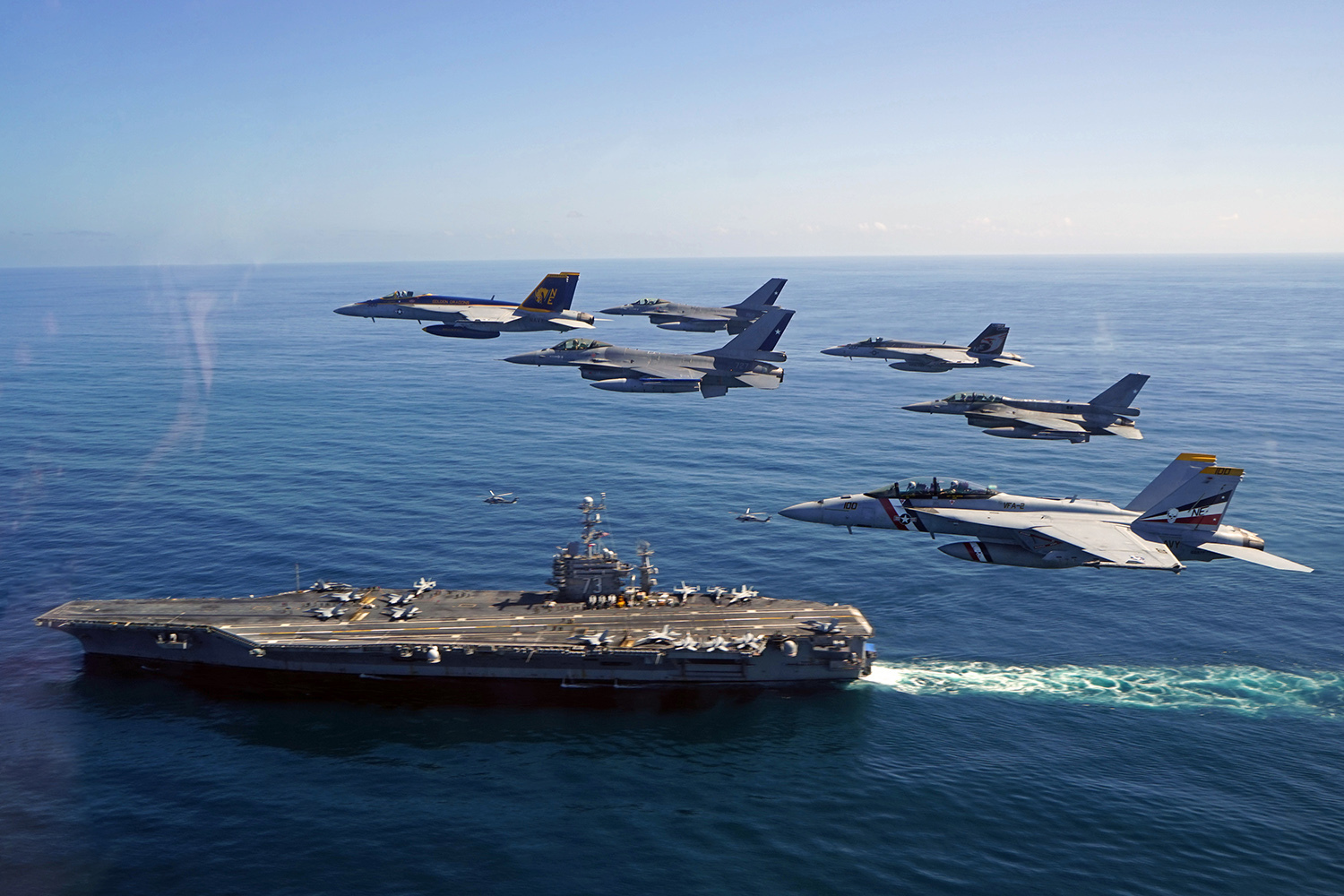
Aerei del VFA-2 sorvolano la USS George Washington, 2015